# Dia Internacional do Livro

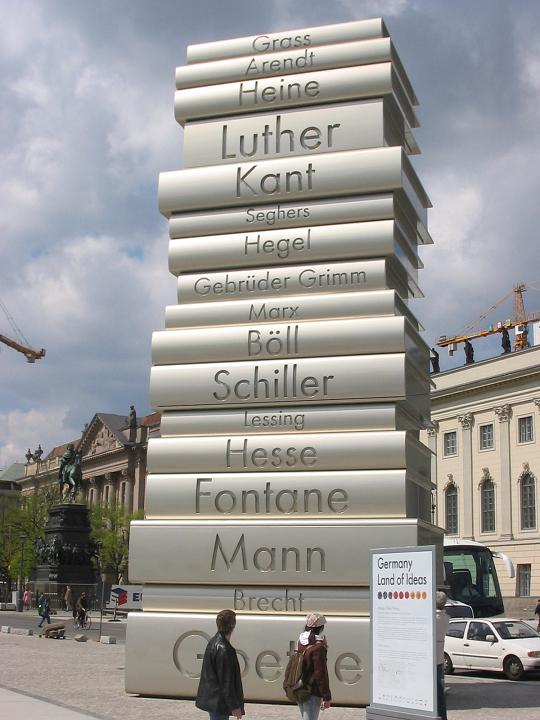
"Modern Book Printing" - uma escultura em Berlim em homenagem ao seu inventor Gutenberg

O Dia Internacional do Livro, conhecido na Espanha por "Día internacional del libro" é evento comemorativo com origem na Catalunha (Espanha), celebrado inicialmente em 05 de abril de 1926, em comemoração do nascimento do escritor espanhol Miguel de Cervantes, proposto pelo escritor valenciano Vicent Clavel Andrés na Câmara Oficial do Livro de Barcelona.
Em fevereiro de 1923, o governo espanhol, presidido por Miguel Primo de Rivera, aceitou a data e o rei Alfonso XIII assinou o decreto real que instituiu a Festa do Livro Espanhol e o prêmio literário Miguel de Cervantes.
No ano de 1930, a data comemorativa foi trasladada para 23 de abril, dia do falecimento de Cervantes.
Mais tarde, em 1995, a Organização das Nações Unidas para a Educação, a Ciência e a Cultura (UNESCO) instituiu em 23 de abril o "Dia Mundial do Livro e do Direito de Autor", a fim de estimular a reflexão sobre a leitura, a indústria de livros e a propriedade intelectual. Além de Cervantes, nesta data ocorreu o falecimento de outros escritores, como o escritor catalão Josep Pla e o dramaturgo inglês William Shakespeare.
No caso do escritor inglês, tal data não é precisa, pois na época a Inglaterra utilizava o calendário juliano, que havia uma diferença de 10 dias para o calendário gregoriano usado na Espanha. Assim Shakespeare faleceu efetivamente 10 dias depois de Cervantes.

## No Brasil
No Brasil, o dia 29 de outubro também foi escolhido para se homenagear o livro, denominado "Dia Nacional do Livro", data de fundação da Biblioteca Nacional, com origem na transferência da Real Biblioteca portuguesa para o Brasil.